# واکنش اولمان
واکنش اولمان (به انگلیسی: Ullmann reaction) که با نام جفت شدن اولمان(به انگلیسی: Ullmann coupling) نیز شناخته می‌شود، گونه‌ای از واکنش جفت شدن بین چند آریل هالید درحضور فلز مس است که نخستین بار توسط فریتس اولمان و همسر وی ایرما گلدبرگ کشف گردید. 